# Zyprischer Fußballpokal 2000/01
Der Zyprische Fußballpokal 2000/01 war die 59. Austragung des zyprischen Pokalwettbewerbs. Er wurde vom zyprischen Fußballverband ausgetragen. Das Finale fand am 12. Mai 2001 im GSP-Stadion von Nikosia statt.
Pokalsieger wurde Apollon Limassol. Das Team setzte sich im Finale gegen Nea Salamis Famagusta durch. Apollon qualifizierte sich durch den Sieg für den UEFA-Pokal 2001/02.

## Modus
Die Begegnungen der Vorrunde und der 1. Runde wurden in einem Spiel ausgetragen. Bei unentschiedenem Ausgang wurde das Spiel um zweimal 15 Minuten verlängert. Stand danach kein Sieger fest, folgte ein Wiederholungsspiel auf des Gegners Platz. Endete auch dies unentschieden, gab es eine Verlängerung und gegebenenfalls ein Elfmeterschießen.
Von der 2. Runde bis zum Halbfinale wurden alle Begegnungen in Hin- und Rückspiel ausgetragen. Bei Torgleichheit entschied zunächst die Anzahl der auswärts erzielten Tore, danach eine Verlängerung und schließlich das Elfmeterschießen.

## Teilnehmer
| First Division (14) | Second Division (14) | Third Division (14) | Fourth Division (8) |
| --- | --- | --- | --- |
| - AEK Larnaka - AEL Limassol - AE Paphos - Aris Limassol - Anorthosis Famagusta - APOEL Nikosia - Apollon Limassol - Digenis Akritas Morphou - Doxa Katokopia - Enosis Neon Paralimni - Ethnikos Achnas - Nea Salamis Famagusta - Olympiakos Nikosia - Omonia Nikosia | - AEK/Achilleas Agios Theraponta - AEZ Zakakiou - Alki Larnaka - Anagennisi Deryneia - Anagennisi Germasogeias - APEP Pitsilia - Chalkanoras Idaliou - Enosis Neon THOI Lakatamia - Ermis Aradippou - Ethnikos Assia - Kinyras Empas - Omonia Aradippou - Onisilos Sotira - Rotsidis Mammari | - Adonis Idaliou - Akritas Chlorakas - AMEP Parekklisia - AO Agia Napa - ASIL Lysi - Elia Lythrodonta - Enosis Kokkinotrimithia - Ethnikos Latsion - Iraklis Gerolakkou - MEAP Nisou - Othellos Athienou - PAEEK Kyrenia - SEK Agiou Athanasiou - THOI Avgorou | - Achyronas Liopetriou - AMEK Kapsalou - Anagennisi Prosfigon Limassol - APEP Pelendriou - Ellinismos Akakiou - Elpida Xylofagou - PEFO Olympiakos Limasol - Sourouklis Troullon |

## Vorrunde
In dieser Runde traten alle 14 Teams der Second Division, alle 14 Teams der Third Division und 8 Teams der Fourth Division an.
|                                | Ergebnis  |                               |
| ------------------------------ | --------- | ----------------------------- |
| AO Agia Napa                   | 3:1       | Achyronas Liopetriou          |
| Adonis Idaliou                 | 2:0       | PEFO Olympiakos Limasol       |
| AEK/Achilleas Agios Theraponta | 0:3       | Ermis Aradippou               |
| Alki Larnaka                   | 2:1       | ASIL Lysi                     |
| AMEK Kapsalou                  | 2:1       | APEP Pitsilia                 |
| Anagennisi Deryneia            | 5:0       | APEP Pelendriou               |
| Enosis Neon THOI Lakatamia     | 2:3       | Anagennisi Germasogeias       |
| Elia Lythrodonta               | 1:4       | Chalkanoras Idaliou           |
| Ellinismos Akakiou             | 0:3       | MEAP Nisou                    |
| Elpida Xylofagou               | 3:1       | Anagennisi Prosfigon Limassol |
| Enosis Kokkinotrimithia        | 2:0       | Omonia Aradippou              |
| Ethnikos Assia                 | 1:0       | Onisilos Sotira               |
| Iraklis Gerolakkou             | 3:3 n. V. | AMEP Parekklisia              |
| Kinyras Empas                  | 2:0       | SEK Agiou Athanasiou          |
| Othellos Athienou              | 1:0 n. V. | Ethnikos Latsion              |
| PAEEK Kyrenia                  | 0:1       | AEZ Zakakiou                  |
| Rotsidis Mammari               | 1:2       | Akritas Chlorakas             |
| Sourouklis Troullon            | 4:1       | THOI Avgorou                  |

### Wiederholungsspiel
|                  | Ergebnis |                    |
| ---------------- | -------- | ------------------ |
| AMEP Parekklisia | 2:0      | Iraklis Gerolakkou |

## 1. Runde
Alle 14 Vereine der First Division stiegen in dieser Runde ein. Diese Teams wurden nicht gegeneinander gelost.
|                         | Ergebnis  |                         |
| ----------------------- | --------- | ----------------------- |
| AO Agia Napa            | 0:2       | Olympiakos Nikosia      |
| Adonis Idaliou          | 4:6       | Omonia Nikosia          |
| AEZ Zakakiou            | 0:1       | AEK Larnaka             |
| Akritas Chlorakas       | 0:4       | Enosis Neon Paralimni   |
| Alki Larnaka            | 1:2       | Apollon Limassol        |
| AMEK Kapsalou           | 0:4       | AEL Limassol            |
| Ethnikos Assia          | 2:3       | APOEL Nikosia           |
| Anagennisi Germasogeias | 0:7       | Anorthosis Famagusta    |
| Anagennisi Deryneia     | 1:2       | Nea Salamis Famagusta   |
| Elpida Xylofagou        | 1:5       | AE Paphos               |
| Ermis Aradippou         | 2:1       | Doxa Katokopia          |
| Kinyras Empas           | 1:2 n. V. | Ethnikos Achnas         |
| Enosis Kokkinotrimithia | 2:5       | Aris Limassol           |
| Othellos Athienou       | 3:0       | AMEP Parekklisia        |
| Sourouklis Troullon     | 0:4       | Digenis Akritas Morphou |
| Chalkanoras Idaliou     | 3:0       | MEAP Nisou              |

## 2. Runde
|                         | Gesamt |                       | Hinspiel | Rückspiel |
| ----------------------- | ------ | --------------------- | -------- | --------- |
| AEK Larnaka             | 4:1    | Anorthosis Famagusta  | 0:1      | 4:0       |
| Aris Limassol           | 1:6    | Omonia Nikosia        | 0:2      | 1:4       |
| Ethnikos Achnas         | 0:5    | AEL Limassol          | 0:3      | 0:2       |
| Digenis Akritas Morphou | 1:3    | Olympiakos Nikosia    | 1:1      | 0:2       |
| Ermis Aradippou         | 4:6    | Nea Salamis Famagusta | 3:1      | 1:5       |
| Othellos Athienou       | 1:5    | Chalkanoras Idaliou   | 0:3      | 1:2       |
| Enosis Neon Paralimni   | 1:7    | APOEL Nikosia         | 1:0      | 0:7       |
| AE Paphos               | 4:6    | Apollon Limassol      | 2:1      | 2:5       |

## Viertelfinale
|                       | Gesamt |                    | Hinspiel | Rückspiel |
| --------------------- | ------ | ------------------ | -------- | --------- |
| APOEL Nikosia         | 6:4    | Olympiakos Nikosia | 2:0      | 4:4       |
| Apollon Limassol      | 5:2    | AEL Limassol       | 4:2      | 1:0       |
| Nea Salamis Famagusta | 1:0    | AEK Larnaka        | 0:0      | 1:0       |
| Chalkanoras Idaliou   | 1:8    | Omonia Nikosia     | 0:2      | 1:6       |

## Halbfinale
|                | Gesamt          |                       | Hinspiel | Rückspiel |
| -------------- | --------------- | --------------------- | -------- | --------- |
| APOEL Nikosia  | (a)1:1(a)       | Nea Salamis Famagusta | 1:1      | 0:0       |
| Omonia Nikosia | 3:3 (3:4 i. E.) | Apollon Limassol      | 2:1      | 1:2 n. V. |

## Finale
| Paarung               | Apollon Limassol – Nea Salamis Famagusta |
| Ergebnis              | 1:0 (0:0) |
| Datum                 | 12. Mai 2001 |
| Stadion               | GSP-Stadion, Nikosia |
| Zuschauer             | 14.828 |
| Schiedsrichter        | Panikos Kailis |
| Tore                  | 1:0 Wiktor Subarew (66.) |
| Apollon Limassol      | Sofronis Avgousti – Yiannakis Pontikos (90. Giorgos Kais), Christos Germanos, Pambos Pittas, Christos Theophilou – Filippos Filippou, Milenko Špoljarić (86. Jewgeni Iwanow), Kakos Papakyriakou (63. Marios Panayiotou) – Wiktor Subarew, Siniša Dobrašinović, Doros Aresti. Cheftrainer: Andreas Mouskallis |
| Nea Salamis Famagusta | Panayiotis Vasiliou – Andreas Ioannides, Adamos Adamou, Nikolaos Nicolaou, Nikos Nicolaou – Siniša Jovanović (55. Michalis Michael), Georghios Constantinides, Pambis Andreou, Kokos Elia – Panikos Filiotis (68. Alexander Viazevic), Liasos Louka (78. Kazimir Voulić).                                     |